# 横田順彌
横田 順彌（よこた じゅんや、1945年11月11日（戸籍上は12月1日） - 2019年1月4日）は、日本の著作家（SF作家）・明治文化史研究家。愛称は「ヨコジュン」。横田 順弥と表記されることもある。真木 じゅん名義による著書もある。

## 来歴
佐賀県に生まれ、東京都目黒区緑が丘に育つ。父が58歳、母が42歳のときに誕生した末っ子で、自らが戦中に母の胎内にいたことから「戦中腹派」などと称していたこともある
法政大学第二高等学校を経て法政大学法学部に進み、在学中は落語研究会で活躍した。 中日ドラゴンズのファンとしても知られる。

### SFファン活動
小学5年生の時に貸本屋で『第二の太陽へ』（ミルトン・レッサー著）を借りて感動したことがきっかけとなり、SFにのめり込んでいく。中学生の時にはすでに個人SFファンジンを発行していた。
また大学時代には、定期的に例会を開いていたSFマニアの集まり「一の日会」のメンバーだった（平井和正のSF小説『超革命的中学生集団』には「一の日会」の面々がキャラクターとして登場。横田は主人公・横田順弥のモデルになっている）。
1969年には横田が中心となり、「一の日会」の仲間である鏡明や川又千秋らとともにファンジン『SF倶楽部』を発刊する。第3号では、日本初のSF商業雑誌『星雲』を復刻刊行した。雑誌には筒井康隆、平井和正や浅倉久志も寄稿した。4年半で10冊を刊行し、休刊となった。

### デビューの頃
大学卒業後、複写印刷会社、PR誌の編集会社などに就いたが、長続きしなかった。作家としては平井和正の紹介で1970年8月3日号の『週刊少年チャンピオン』に掲載されたショートショート「宇宙通信『X計画』」で商業誌デビューした。

### ハチャハチャSFの時代
初期は、ナンセンスギャグを主題とした「ハチャハチャSF」が人気を集めた。「ハチャハチャ」についてはハヤカワ文庫JA版『宇宙ゴミ大戦争』の小松左京による解説によれば、メチャクチャと言おうにも笑いすぎて息が切れ「ハチャ...ハチャ...」としか発音できない、といったところとされる。ハチャハチャという言葉自体は、東京大学将棋部内部で使われていた用語に由来するもので、同部にも出入りしていた東大SF研の小谷善行が「一の日会」などファンダムに広めたりしたものと言われている。デビュー前は、SF同人誌にシリアスなSFを書いていた。笑いを取り入れたハチャハチャSFを書き始めたのは「シリアスSFよりもユーモアSFを書いたほうが良い」と伊藤典夫から言われたからだと後年記している。
1975年、伊藤典夫、荒俣宏、鏡明と渡米、北米SF大会に参加する（その模様は『ヨコジュンのびっくりハウス』収録）。背の低い横田は、しょっちゅう子供に間違えられたという。一方、鏡明はスペイン人に間違えられた。また世界一のSFコレクター、フォレスト・J・アッカーマン宅を訪ねたところ、日本のSF関係の古本も置いてあり、幻のSF雑誌『星雲』を購入しようとしたところ、アッカーマンは横田にそれをプレゼントした。
大学の落語研究会出身ということもあり、超SF的な奇想で物語がはじまり、落語的な駄洒落で話が落ちる、という作品が多かった。「ポエム君シリーズ」では、穏やかでファンタスティックな童話風の物語を、児童文学としてではない分野として手掛ける試みにも着手した（のち児童文学出版社へ発表舞台が移る）。ごく初期に見せていたリリカルな側面の発展形でもあり、横田の作風としては2本目の柱となった。ハチャハチャ度を抑えながらも地口を散りばめてシュールに展開する『山田太郎十番勝負』などは、両者の中間ともいえる。

### 古典SF研究
高校2年生の時に押川春浪の『海底軍艦』に出会い、戦前の日本で書かれた古典SFに興味を持つ。横田はこの分野の研究の草分け的存在である。また、鏡明はじめ、当時のSF仲間に海外の原書を読める者が多かったが、横田は英語が苦手だったため「自分は古典SFを研究しよう」と決意したという。
『SFマガジン』に連載し、後に単行本にまとめられた『日本SFこてん古典』は、ハチャハチャSFとも共通するユーモアあふれる文体で、SF史的に重要な発見の紹介以外に、「こんな作品があったのか」という奇書も多数紹介した。非常に人気のある連載であり、またSFのみならず、大衆文学史研究に与えた影響も大きい。数社から復刊を打診されたものの、「古典SF研究の定本となってほしくない」という横田の意思があり、復刊は実現していない。
古典SFの研究から明治研究にも進出するようになり、1988年に発表した『火星人類の逆襲』以降は、執筆するフィクションも明治時代を舞台にした作品（特に押川が所属した天狗倶楽部の関係者が登場するものが多い）が主流になっている。同年発表された『快男児 押川春浪』（會津信吾との共著）で日本SF大賞特別賞を受賞している。また古典SFの研究者の育成にも力をいれ、日本古典SF研究会には発足時から立ち会っている。
1990年ごろ、田中光二会長のもとで、日本SF作家クラブ事務局長をつとめる。後に退会した。
1993年 第2回日本トンデモ本大賞特別賞を受賞（會津信吾&横田順彌 南沢十七 『緑人の魔都』 復刻の功績により)。

### 明治文化研究
古典SF研究の過程で明治時代の文化・人物などに興味を抱き、明治時代の、現在の視点で見ると不思議な文化・事象や、怪人物等を紹介する著作も多数執筆している。特に、学生野球黎明期については、思いいれが強い。その中で、中高生向けに書き下ろされた『百年前の二十世紀』は、1995年度の青少年読書感想文全国コンクール高等学校の部の課題図書に選ばれた。

### 古本エッセイ
古典SF研究の研究過程での古本収集についてのエッセイも、ユーモアあふれる文体で書かれており、従来の「古本についての本」の硬い文体とは一線を画した、革命的なものであった。古典SF研究以来の横田の仕事は、若い世代の「古本ブーム」へ先駆者として大きな影響を与えていると、古本愛好家の坪内祐三も評価している。

### 2000年代から晩年の動向
『SFマガジン』誌上で2002年1月号から「近代日本奇想小説史」を開始して晩年まで連載した他、『日本古書通信』などに単発的にエッセイを発表していた。また、2008年6月まで『小説宝石』に30回にわたって古本エッセイを連載した。2007年には出版芸術社から「異形コレクション」に発表していた明治幻想小説をまとめた『押川春浪回想譚』を出版、同書は『SFが読みたい! 2007年版』のベストSFの中で19位に選ばれた。また2005年から2008年にかけて、講談社青い鳥文庫からジュブナイルSFを発表している（旧作の改作を含めて3作を刊行）。
この時代には「体調が思わしくない」と様々な文章に寄せており、『SFマガジン』での連載を体調不良を理由に休んだことも数回ある。柴野拓美展（2005年）に合わせて神奈川県中郡二宮町の公立図書館で講演する予定であったが、喘息のため直前に断念した。さらに2007年の世界SF大会にも出席する予定だったものの、体調不良のため欠席した。
『近代日本奇想小説史 明治篇』で、2011年には第32回日本SF大賞特別賞を、2012年には第24回大衆文学研究賞大衆文学部門および第65回日本推理作家協会賞評論その他部門を受賞している。
2019年1月4日、心不全のため、神奈川県横浜市の自宅で死去した。73歳没。2019年、第39回日本SF大賞において功績賞が授賞された。

## 人物
1978年に結婚、娘も誕生したが、1998年に離婚した。離婚の原因は、横田が資料の古本をあまりに買いすぎることだったという。
酒に弱く、ほとんど飲めず、グラス1杯ほどで意識不明になってしまうほどだったという。

## 人間関係
鏡明と仲がよかったことで知られる。自らの半生記『横田順彌のハチャハチャ青春記』の中でも鏡のことがたびたび書かれている。小柄な横田に対し鏡はずば抜けて長身なため凸凹コンビと呼ばれ、小松左京は「あの二人は土中で繋がっていて、鏡の頭を抑え込むと横田の背が伸びるに違ない」と評した。また、「一の日会」の仲間をはじめ、SFファンあがりの「SF第二世代」の作家たち（堀晃、森下一仁、梶尾真治ら）とも、仲良く交際していた。一方、かんべむさしはSFファン出身ではないが、東西の「ギャグものを書くSF作家」ということで、ライバル視された時期があった。
梶尾真治とともに堀晃を「慢性躁病」と親しみを込めて言っていた。
漫画家の高信太郎とも、「駄洒落づくしの作風」「落語好き」ということで、互いの作品のファンであった。

## 晩年の連載
- 近代日本奇想小説史（SFマガジン）
- 近代へんてこりんスポーツ本（日本古書通信）

## メディア出演
- クイズ日本人の質問（1993年4月27日 NHK総合テレビジョン）
- ライバル日本史 明治珍論争 野球は有害か!? 〜渋川玄耳と押川春浪〜（1995年8月3日 NHK総合テレビジョン）
- 今夜も大入り!渋谷・極楽亭（2007年3月24日 NHKラジオ第1放送）

## 著作

### 単著
- 『宇宙ゴミ大戦争』〈ハヤカワ文庫 JA〉、早川書房、1977年1月。
- 『SF事典』〈Kosaido books〉、広済堂出版、1977年5月。
- 『2095年の少年』〈集英社文庫 コバルトシリーズ〉、集英社、1977年9月。
- 『謎の宇宙人UFO』早川書房、1978年6月。
  - 『謎の宇宙人UFO』〈角川文庫〉、角川書店、1981年8月。
- 『宇宙のファイアマン』〈集英社文庫 コバルトシリーズ〉、集英社、1978年9月。
- 『脱線!たいむましん奇譚』講談社、1978年12月。
  - 『脱線!たいむましん奇譚』〈講談社文庫〉、講談社、1981年12月。ISBN 4-06-136220-8。
- 『ポエム君とミラクルタウンの仲間たち』奇想天外社、1979年6月。
  - 『ポエム君とミラクルタウンの仲間たち』〈集英社文庫〉、集英社、1980年7月。
- 『銀河パトロール報告』双葉社、1979年8月。
  - 『銀河パトロール報告』〈集英社文庫〉、集英社、1981年10月。
- 『ヨコジュンのびっくりハウス』双葉社、1980年3月。
  - 『ヨコジュンのびっくりハウス』〈角川文庫〉、角川書店、1983年8月。 - 自筆年譜：pp.360-366。
- 『日本SFこてん古典』1巻、早川書房、1980年5月。
  - 『日本SFこてん古典』〈集英社文庫〉、1巻、集英社、1984年8月。ISBN 4-08-750786-6。
- 『対人カメレオン症』講談社、1980年6月。
  - 『対人カメレオン症』〈講談社文庫〉、講談社、1985年6月。ISBN 4-06-183534-3。
- 『小惑星帯遊侠伝』集英社、1980年8月。
  - 『小惑星帯遊侠伝』〈集英社文庫〉、集英社、1983年3月。ISBN 4-08-750605-3。
  - 『小惑星帯遊侠伝』〈徳間文庫〉、徳間書店、1990年6月。ISBN 4-19-579109-X。
- 『日本SFこてん古典』2巻、早川書房、1980年12月。
  - 『日本SFこてん古典』〈集英社文庫〉、2巻、集英社、1984年11月。ISBN 4-08-750820-X。
- 『反世界へ行った男 ヨコジュンのショート・ショート集』徳間書店、1981年1月。
  - 『ヨコジュンのショート博覧会』〈徳間文庫〉、徳間書店、1987年8月。ISBN 4-19-578340-2。 - 『反世界へ行った男』（1981年刊）の改題。
- 『ふぁん太爺さんほら吹き夜話』集英社、1981年3月。
  - 『ふぁん太爺さんほら吹き夜話』〈集英社文庫〉、集英社、1986年3月。ISBN 4-08-749092-0。 - 主要参考資料：pp.267-268。
- 『日本SFこてん古典』3巻、早川書房、1981年4月。
  - 『日本SFこてん古典』〈集英社文庫〉、3巻、集英社、1985年1月。ISBN 4-08-750846-3。
- 『世にも馬鹿げた物語』角川書店、1981年4月。
  - 『ヨコジュンの日本おかし話』〈徳間文庫〉、徳間書店、1989年3月。ISBN 4-19-578715-7。 - 『世にも馬鹿げた物語』（角川書店、1981年刊）の改題。
- 『予期せぬ方程式 ハチャハチャSF短篇集』〈Futaba novels〉、双葉社、1981年5月。
  - 『予期せぬ方程式』〈双葉ポケット文庫〉、双葉社、1984年1月。
- 『乱調変調悪あがき超科学講座』徳間書店、1982年1月。ISBN 4-19-122416-6。
- 『永井豪選原色馬鹿図鑑 横田順弥ハチャハチャSF傑作集』永井豪選、有楽出版社(出版) 実業之日本社(発売)、1982年2月。{{cite book ja}}:  CS1メンテナンス: others (カテゴリ)
- 『ヨコジュンのSF塾 宇宙的おもしろ講座』〈集英社文庫 コバルトシリーズ〉、集英社、1982年4月。
- 『天使の惑星 最新SF作品集』有楽出版社(出版) 実業之日本社(発売)、1982年7月。
  - 『天使の惑星』〈新潮文庫〉、新潮社、1985年10月。ISBN 4-10-142101-3。
- 『ポエム君とミラクルタウンの怪事件』集英社、1983年3月。ISBN 4-08-772425-5。
- 『む 横田順弥の無比な夢遊の物語』徳間書店、1983年3月。ISBN 4-19-122692-4。
  - 『13の超小説』〈徳間文庫〉、徳間書店、1989年7月。ISBN 4-19-578816-1。 - 『む』（1983年刊）の改題。
- 『絶叫大冒険』講談社、1983年10月。ISBN 4-06-119120-9。
- 『奇想天外殺人事件 ユーモアミステリー』〈講談社ノベルス〉、講談社、1984年12月。ISBN 4-06-181155-X。
  - 『奇想天外殺人事件』〈講談社文庫〉、講談社、1987年8月。ISBN 4-06-184054-1。
- 『俺はスーパーマン 元祖ハチャハチャSF』実業之日本社、1985年5月。ISBN 4-408-53055-7。
  - 『俺はスーパーマン』〈講談社文庫〉、講談社、1989年10月。ISBN 4-06-184551-9。
- 『ヨコジュンのわんだあブック』〈角川文庫〉、角川書店、1985年6月。ISBN 4-04-149503-2。
- 『寒い国へ行きたくないスパイ』〈徳間文庫〉、徳間書店、1985年7月。ISBN 4-19-577893-X。
- 『ポエムくんのびっくり宝島』〈みんなの文学〉、つぼのひでお絵、金の星社、1985年9月。ISBN 4-323-00539-3。{{cite book ja}}:  CS1メンテナンス: others (カテゴリ)
- 『山田太郎十番勝負』〈角川文庫〉、角川書店、1986年2月。ISBN 4-04-149504-0。
- 『銀河残侠伝』〈ケイブンシャノベルズ〉、勁文社、1986年7月。ISBN 4-7669-0423-0。
  - 『銀河残侠伝』〈徳間文庫〉、徳間書店、1990年8月。ISBN 4-19-579155-3。
- 『悲しきカンガルー』〈新潮文庫〉、新潮社、1986年10月。ISBN 4-10-142102-1。
- 『ただしいだじゃれの本』前川かずお絵、草土文化、1986年10月。ISBN 4-7945-0243-5。{{cite book ja}}:  CS1メンテナンス: others (カテゴリ)
- 『SF大辞典』〈角川文庫〉、角川書店、1986年11月。ISBN 4-04-149505-9。 - SFを知るための参考文献：pp.281-282。
- 『帰ってきた雪之丞 奇絶怪絶大活劇』〈徳間文庫〉、徳間書店、1986年11月。ISBN 4-19-578175-2。
- 『幽霊なんかこわくない』〈集英社文庫〉、集英社、1987年1月。ISBN 4-08-749181-1。
- 『ポエムくんのとうめい人間をさがせ!!』〈みんなの文学〉、つぼのひでお絵、金の星社、1987年6月。ISBN 4-323-01085-0。{{cite book ja}}:  CS1メンテナンス: others (カテゴリ)
- 『犯人はダ・レ・ジ・ャ事件簿 本格推理SFパズル小説』〈奇想天外ノベルス〉、大陸書房、1987年8月。
- 『奇想展覧会 ショート・しょっと32』〈Futaba novels〉、双葉社、1988年4月。ISBN 4-575-00232-1。
  - 『奇想展覧会』〈双葉文庫〉、双葉社、1990年9月。ISBN 4-575-50281-2。
- 『火星人類の逆襲』〈新潮文庫〉、新潮社、1988年5月。ISBN 4-10-142103-X。
- 『銀河笑撃隊』〈ソノラマ文庫〉、1巻、朝日ソノラマ、1988年5月。ISBN 4-257-76416-3。
  - 『銀河笑撃隊』〈ソノラマ文庫〉、2巻、朝日ソノラマ、1989年9月。ISBN 4-257-76491-0。
- 『とっぴトッピング』〈アルゴ文庫〉、光風社出版、1988年10月。ISBN 4-87519-205-3。
- 『宇宙船「スロッピイ号」の冒険』徳間書店、1989年2月。ISBN 4-19-123890-6。
  - 『さらば地球よ! 宇宙船（スロッピイ号）の冒険』〈徳間文庫〉、徳間書店、1992年1月。ISBN 4-19-579451-X。
- 『明治バンカラ快人伝』光風社出版、1989年3月。ISBN 4-87519-440-4。
  - 『明治バンカラ快人伝』〈ちくま文庫〉、筑摩書房、1996年3月。ISBN 4-480-03150-2。 - 光風社出版1989年刊の増訂。
- 『真夜中の標的』〈Kosaido blue books〉、広済堂出版、1989年7月。ISBN 4-331-05365-2。
- 『混線乱線殺人事件 ボンド之介ファイル ハチャメチャSF』大陸書房、1989年10月。ISBN 4-8033-2436-0。
  - 『混線乱線殺人事件』〈徳間文庫〉、徳間書店、1993年7月。ISBN 4-19-567660-6。
- 『宿題のない国緑町3丁目』〈ペップ21世紀ライブラリー 1〉、勝川克志絵、ペップ出版、1989年10月。ISBN 4-89351-111-4。{{cite book ja}}:  CS1メンテナンス: others (カテゴリ)
- 『星影の伝説』〈徳間文庫〉、徳間書店、1989年11月。ISBN 4-19-578920-6。
- 『時の幻影館 秘聞 七幻想探偵譚』双葉社、1989年12月。ISBN 4-575-23047-2。
- 『まきこのまわりみち』〈わくわくライブラリー〉、浜田桂子絵、講談社、1989年12月。ISBN 4-06-195631-0。{{cite book ja}}:  CS1メンテナンス: others (カテゴリ)
- 真木じゅん『さがして、愛のキューピッド!』〈いちご文庫ティーンズ・メイト〉、双葉社、1989年12月。ISBN 4-575-21065-X。
- 『ヨコジュンの大推理狂時代』こうますう絵、ペップ出版、1990年2月。ISBN 4-89351-352-4。{{cite book ja}}:  CS1メンテナンス: others (カテゴリ)
- 『幻綺行 中村春吉秘境探検記』徳間書店、1990年7月。ISBN 4-19-124288-1。
  - 『幻綺行 完全版』〈竹書房文庫〉、日下三蔵編、竹書房、2020年6月。ISBN 978-4-8019-2285-3。{{cite book ja}}:  CS1メンテナンス: others (カテゴリ) - 旧版刊行後に執筆された2編を含む全6編を収録。
- 『第二の太陽へ』〈ソノラマ文庫〉、朝日ソノラマ、1991年1月。ISBN 4-257-76544-5。
- 『人外魔境の秘密』〈新潮文庫〉、新潮社、1991年2月。ISBN 4-10-142104-8。
- 『奇妙劇場』〈Ohta novels〉、1巻、太田出版、1991年3月。ISBN 4-87233-020-X。
- 『早慶戦の謎 空白の十九年』ベースボール・マガジン社、1991年7月。ISBN 4-583-02904-7。
- 『夢の陽炎館 続・秘聞 七幻想探偵譚』双葉社、1991年9月。ISBN 4-575-23087-1。
- 『熱血児押川春浪 野球害毒論と新渡戸稲造』三一書房、1991年12月。ISBN 4-380-91242-6。 - 主要資料・参考文献一覧：pp.277-282。
- 『はるかなる旅路 宇宙船スロッピイ号の冒険』〈大陸ネオファンタジー文庫〉、大陸書房、1992年1月。ISBN 4-8033-3863-9。
- 『水晶の涙』〈徳間文庫〉、徳間書店、1992年7月。ISBN 4-19-577244-3。
- 『明治幻想青春譜』〈ソノラマノベルス〉、朝日ソノラマ、1992年8月。ISBN 4-257-01043-6。
- 『探書記』〈活字倶楽部〉、本の雑誌社、1992年12月。ISBN 4-938463-27-X。
  - 『古本探偵の冒険』〈学陽文庫〉、学陽書房、1998年8月。ISBN 4-313-72060-X。 - 『探書記』（本の雑誌社1992年刊）の増訂。
- 『正しい魔法のランプのつかいかた』〈くもんのおもしろ文学クラブ 17〉、勝川克志絵、くもん出版、1993年5月。ISBN 4-87576-788-9。{{cite book ja}}:  CS1メンテナンス: others (カテゴリ)
- 『東洋の秘術』〈文春文庫 ヤング・インディ・ジョーンズ 9〉、ジョージ・ルーカス原案、文藝春秋、1993年7月。ISBN 4-16-755009-1。{{cite book ja}}:  CS1メンテナンス: others (カテゴリ)
- 『メビウスの8つの謎 女子大生ミステリー事件簿』〈広済堂文庫 ミステリー&ハードノベルス〉、広済堂出版、1993年7月。ISBN 4-331-60365-2。
- 『〈天狗倶楽部〉快傑伝 元気と正義の男たち』朝日ソノラマ、1993年8月。ISBN 4-257-03359-2。
  - 『〈天狗倶楽部〉快傑伝 元気と正義の男たち』〈朝日選書〉、朝日新聞出版、2019年8月。ISBN 978-4-02263-088-9。
- 『小鳥の先生、ただいま診療中!』〈おはなしノンフィクション 3〉、井上正治絵、くもん出版、1993年10月。ISBN 4-87576-814-1。{{cite book ja}}:  CS1メンテナンス: others (カテゴリ)
- 『風の月光館 新・秘聞 七幻想探偵譚』双葉社、1993年12月。ISBN 4-575-23175-4。
- 『菊花大作戦 冒険秘録』出版芸術社、1994年3月。ISBN 4-88293-077-3。
- 『大聖神 中村春吉秘境探検記』徳間書店、1994年9月。ISBN 4-19-860173-9。
  - 『大聖神』〈竹書房文庫〉、日下三蔵編、竹書房、2021年4月。ISBN 978-4-8019-2617-2。{{cite book ja}}:  CS1メンテナンス: others (カテゴリ)
- 『百年前の二十世紀 明治・大正の未来予測』〈ちくまプリマーブックス 86〉、筑摩書房、1994年11月。ISBN 4-480-04186-9。
- 『明治不可思議堂』筑摩書房、1995年3月。ISBN 4-480-85684-6。
  - 『明治不可思議堂』〈ちくま文庫〉、筑摩書房、1998年3月。ISBN 4-480-03374-2。
- 『惜別の宴』〈徳間文庫〉、徳間書店、1995年3月。ISBN 4-19-890288-7。
- 『西郷隆盛を救出せよ 日露戦争秘話』〈歴史キャラクターノベルズ〉、光栄、1995年4月。ISBN 4-87719-189-5。
- 『明治「空想小説」コレクション 奇想天外、荒唐無稽、摩訶不思議… 百年前のイマジネーション』PHP研究所、1995年12月。ISBN 4-569-55001-0。
- 『古書狩り』ジャストシステム、1997年3月。ISBN 4-88309-436-7。
  - 『古書狩り』〈ちくま文庫〉、筑摩書房、2000年3月。ISBN 4-480-03550-8。
- 『極楽探偵シャカモトくん』宮本えつよし絵、国土社、1997年4月。ISBN 4-337-11901-9。{{cite book ja}}:  CS1メンテナンス: others (カテゴリ)
- 『明治はいから文明史』講談社、1997年6月。ISBN 4-06-208600-X。
- 『明治ワンダー科学館』ジャストシステム、1997年12月。ISBN 4-88309-450-2。
- 『明治おもしろ博覧会』西日本新聞社、1998年3月。ISBN 4-8167-0460-4。
- 『義侠娼婦風船お玉』講談社、1998年4月。ISBN 4-06-209110-0。
- H・R・ハガード原作（著）『ソロモン王の洞窟』〈痛快世界の冒険文学 10〉、茂利勝彦画、講談社、1998年7月。ISBN 4-06-268010-6。
- 『明治の夢工房』〈潮ライブラリー〉、潮出版社、1998年7月。ISBN 4-267-01502-3。
- 『雲の上から見た明治 ニッポン飛行機秘録』学陽書房、1999年3月。ISBN 4-313-85089-9。
- 『快絶壮遊「天狗倶楽部」 明治バンカラ交遊録』〈江戸東京ライブラリー 8〉、教育出版、1999年6月。ISBN 4-316-35740-9。
  - 『快絶壮遊「天狗倶楽部」 明治バンカラ交遊録』〈ハヤカワ文庫〉、早川書房、2019年2月。ISBN 978-4-15031-368-5。
- 『雑本展覧会 古書の森を散歩する』日本経済新聞社、2000年3月。ISBN 4-532-16341-2。
- 『明治ふしぎ写真館』東京書籍、2000年6月。ISBN 4-487-79399-8。
- 『五無斎先生探偵帳 明治快人伝』インターメディア出版、2000年12月。ISBN 4-901350-04-8。
- 『横田順彌のハチャハチャ青春記』とりみき画、東京書籍、2001年4月。ISBN 4-487-79617-2。{{cite book ja}}:  CS1メンテナンス: others (カテゴリ)
- 『明治時代は謎だらけ』平凡社、2002年2月。ISBN 4-582-82986-4。
- 『古書ワンダーランド』1巻、平凡社、2004年1月。ISBN 4-582-83189-3。
- 『古書ワンダーランド』2巻、平凡社、2004年6月。ISBN 4-582-83227-X。
- 『勉強してはいけません!』〈青い鳥文庫fシリーズ 251-1〉、池田八惠子絵、講談社、2005年11月。ISBN 4-06-148705-1。{{cite book ja}}:  CS1メンテナンス: others (カテゴリ)
- 横田順彌 編著『嗚呼!!明治の日本野球』〈平凡社ライブラリー 576.Offシリーズ〉、平凡社、2006年5月。ISBN 4-582-76576-9。
- 『押川春浪回想譚』〈ふしぎ文学館〉、出版芸術社、2007年5月。ISBN 978-4-88293-322-9。 - 著作目録あり。
- 『早く寝てはいけません!』〈青い鳥文庫fシリーズ 251-2〉、池田八惠子絵、講談社、2007年5月。ISBN 978-4-06-148767-3。{{cite book ja}}:  CS1メンテナンス: others (カテゴリ)
- 『歯をみがいてはいけません!』〈青い鳥文庫fシリーズ 251-3〉、池田八惠子絵、講談社、2008年2月。ISBN 978-4-06-285009-4。{{cite book ja}}:  CS1メンテナンス: others (カテゴリ)
- 『大笑い!東海道は日本晴れ!!』〈くもんの児童文学〉、巻の1 さらば、花のお江戸、ひこねのりお絵、くもん出版、2009年12月。ISBN 978-4-7743-1654-3。{{cite book ja}}:  CS1メンテナンス: others (カテゴリ) - 文献あり。
- 『近代日本奇想小説史』明治篇、PILAR PRESS、2011年1月。ISBN 978-4-86194-016-3。 - 文献・索引あり。
- 『わがはいは中村春吉である。 自転車で世界一周無銭旅行をした男』〈[くもんの児童文学]〉、岩淵慶造絵、くもん出版、2011年3月。ISBN 978-4-7743-1925-4。{{cite book ja}}:  CS1メンテナンス: others (カテゴリ) - 文献あり。
- 『近代日本奇想小説史』入門篇、PILAR PRESS、2012年3月。ISBN 978-4-86194-042-2。 - 索引あり。
- 『平成古書奇談』筑摩書房、2022年7月。ISBN 978-4-48043-823-2。

### 共著
- 川又千秋、岡田英明、他『太陽が消えちゃう 気絶悶絶三つ巴リレーSF』いんなあとりっぷ社、1977年5月。
- 赤川次郎、横田順弥『二人だけの競奏曲』講談社、1984年10月。ISBN 4-06-201599-4。
  - 赤川次郎、横田順弥『二人だけの競奏曲』〈講談社文庫〉、講談社、1987年10月。ISBN 4-06-184077-0。
- 横田順彌、会津信吾『快男児 押川春浪 日本SFの祖』〈パンリサーチの本〉、パンリサーチインスティテュート、1987年12月。ISBN 4-89352-022-9。 - 押川春浪年譜・著書目録・参考文献：pp.316-329。
  - 横田順彌、会津信吾『快男児 押川春浪』〈徳間文庫〉、徳間書店、1991年5月。ISBN 4-19-579321-1。 - 押川春浪年譜・著書目録・参考文献：pp.360-375。
- 横田順彌、会津信吾『新・日本SFこてん古典』〈徳間文庫〉、徳間書店、1988年8月。ISBN 4-19-578580-4。
- 横田順彌、高信太郎『イヤー・優勝だ!オブ・ザ・中日ドラゴンズ』〈Tairiku books〉、大陸書房、1988年11月。ISBN 4-8033-1815-8。 - 年譜：pp.194-200。

### 編著
- 『日本SF古典集成』〈ハヤカワ文庫 JA〉、1巻、早川書房、1977年7月。
- 『日本SF古典集成』〈ハヤカワ文庫 JA〉、2巻、早川書房、1977年7月。
- 『日本SF古典集成』〈ハヤカワ文庫 JA〉、3巻、早川書房、1977年8月。
- 『戦後初期日本SFベスト集成』〈Tokuma novels〉、1巻、徳間書店、1978年5月。
- 『戦後初期日本SFベスト集成』〈Tokuma novels〉、2巻、徳間書店、1978年6月。
- 『ヨコジュンの宇宙寄席 ハチャハチャSFあんそろじい』双葉社、1980年2月。
- 『空想科学小説集』〈少年小説大系 第8巻〉、尾崎秀樹ほか監修、三一書房、1986年10月。{{cite book ja}}:  CS1メンテナンス: others (カテゴリ)
- 『月こそわが故郷』〈ジュニアSF選〉、草土文化、1987年9月。ISBN 4-7945-0301-6。
  - 横田順弥（編）、1993年4月『月こそわが故郷』日本ライトハウス。 - 原本：東京草土文化1987ジュニアSF選。
- 『呪われた翼』〈ジュニアSF選〉、草土文化、1987年9月。ISBN 4-7945-0302-4。
  - 横田順弥（編）、1993年5月『呪われた翼』日本ライトハウス。 - 原本：東京草土文化1987ジュニアSF選。
- 『果てしなき多元宇宙』〈ジュニアSF選〉、草土文化、1987年10月。ISBN 4-7945-0303-2。
- 『クロッカスの少年』〈ジュニアSF選〉、草土文化、1987年10月。ISBN 4-7945-0304-0。
- 『赤いさばくの上で』〈ジュニアSF選〉、草土文化、1987年11月。ISBN 4-7945-0305-9。
- 『SFなんでも講座』〈ジュニアSF選〉、草土文化、1987年11月。ISBN 4-7945-0306-7。
  - 横田順弥（編）、1993年6月『SFなんでも講座』日本ライトハウス。 - 原本：東京草土文化1987ジュニアSF選。
- 会津信吾・横田順弥 共編（編）、1992年5月『少年SF傑作集』〈少年小説大系 第18巻〉、尾崎秀樹ほか監修、三一書房。ISBN 4-380-92547-1。

### 短編
- 野田昌宏（編）、1977年8月「原爆機東へ」『四次元への飛行 航空SF傑作集』酣燈社。
- 日本文芸家協会（編）、1979年6月「珍説地球最後の日」『現代小説』1978巻、角川書店。
- 「メグロの決死圏」『実験小説名作選』〈集英社文庫 日本名作シリーズ 12〉、筒井康隆選、集英社、1980年7月。{{cite book ja}}:  CS1メンテナンス: others (カテゴリ) - 叢書の編者：日本ペンクラブ。
- 石川喬司、結城信孝（編）、1984年9月「麻雀西遊記」『黄金の指』〈カッパ・ノベルス ギャンブル小説傑作集 1〉、光文社。ISBN 4-334-02570-6。
  - 石川喬司、結城信孝（編）、1993年8月「麻雀西遊記」『黄金の腕』〈光文社文庫 ギャンブル小説傑作集〉、光文社。ISBN 4-334-71748-9。 - 『黄金の指』（1984年刊）の改題。
- 鮎川哲也「見えない敵」『透明人間大パーティ』〈講談社文庫〉、講談社、1985年7月。ISBN 4-06-183539-4。
- 日本推理作家協会（編）、1986年10月「出エジプト記」『殺意の狂詩曲 最新傑作ミステリー』〈カッパ・ノベルス〉、上、光文社。ISBN 4-334-02673-7。
- 阿刀田高（編）、1990年1月「真夜中の訪問者」『日本ユーモア文学傑作選』〈白水Uブックス 88〉、2巻、白水社。ISBN 4-560-07088-1。
- 山田風太郎他「まだらのひもの」『ホームズ贋作展覧会 日本版』〈河出文庫〉、上、河出書房新社、1990年4月。ISBN 4-309-40266-6。
- 日本推理作家協会（編）、1992年7月「古書狩り」『日本ベストミステリー「珠玉集」』〈カッパ・ノベルス〉、中、光文社。ISBN 4-334-02993-0。
- 日本推理作家協会（編）、1993年2月「出エジプト記」『日本ベストミステリー選集』〈光文社文庫〉、16（逃走コネクション）、光文社。ISBN 4-334-71655-5。
- 鏡明（編）、1994年11月「蝉時雨」『日本SFの大逆襲！』徳間書店。ISBN 4-19-860197-6。
- 夢枕獏編著「昇り竜、参上」『奇譚カーニバル』立風書房、1995年10月。ISBN 4-651-62016-7。
  - 夢枕獏編著「昇り龍、参上」『奇譚カーニバル』〈集英社文庫〉、集英社、2000年9月。ISBN 4-08-747239-6。
- 日本推理作家協会（編）、1995年7月「姿なき怪盗」『「傑作推理」大全集』〈カッパノベルス〉、中、光文社。ISBN 4-334-07146-5。
  - 日本推理作家協会（編）、1999年6月『冥界プリズン』〈光文社文庫 日本ベストミステリー選集 26〉、光文社。ISBN 4-334-72834-0。 - 『傑作推理大全集 中』（1995年刊）の改題。
- 日本推理作家協会（編）、1996年7月「古書狩り」『日本ベストミステリー選集』〈光文社文庫〉、23（秘密コレクション）、光文社。ISBN 4-334-72260-1。
- 柴野拓美（編）、1997年12月「綿花大怪獣・ドテラ」『宇宙塵傑作選 日本SFの軌跡』2巻、出版芸術社。ISBN 4-88293-148-6。
- 川戸道昭、榊原貴教（編）、1997年10月「いま、調べておかなくては…」『明治翻訳文学全集』新聞雑誌編 28 ヴェルヌ集 2、大空社。ISBN 4-7568-0312-1。
- 「花菖蒲」『侵略！ 書下ろし侵略ホラーアンソロジー』〈廣済堂文庫 異形コレクション 2〉、井上雅彦監修、廣済堂出版、1998年2月。ISBN 4-331-60636-8。{{cite book ja}}:  CS1メンテナンス: others (カテゴリ)
- 「星月夜」『悪魔の発明 23人のマッド・サイエンティスト 書下ろしホラーアンソロジー』〈廣済堂文庫 異形コレクション 4〉、井上雅彦監修、廣済堂出版、1998年5月。ISBN 4-331-60659-7。{{cite book ja}}:  CS1メンテナンス: others (カテゴリ)
- 「落葉舞」『月の物語 書き下ろしホラーアンソロジー』〈廣済堂文庫 異形コレクション 8〉、井上雅彦監修、廣済堂出版、1999年1月。ISBN 4-331-60716-X。{{cite book ja}}:  CS1メンテナンス: others (カテゴリ)
- 「遊神女」『God 書き下ろしホラーアンソロジー』〈廣済堂文庫 異形コレクション 12〉、井上雅彦監修、廣済堂出版、1999年9月。ISBN 4-331-60775-5。{{cite book ja}}:  CS1メンテナンス: others (カテゴリ)
- 「飛胡蝶」『俳優 書き下ろしホラーアンソロジー』〈廣済堂文庫 異形コレクション 13〉、井上雅彦監修、廣済堂出版、1999年11月。ISBN 4-331-60785-2。{{cite book ja}}:  CS1メンテナンス: others (カテゴリ)
- 「曲馬団」『世紀末サーカス 書下ろしアンソロジー』〈異形コレクション 14〉、井上雅彦監修、廣済堂出版、2000年1月。ISBN 4-331-60798-4。{{cite book ja}}:  CS1メンテナンス: others (カテゴリ)
- 「来訪者」『宇宙生物ゾーン 書下ろしアンソロジー』〈廣済堂文庫 異形コレクション 15〉、井上雅彦監修、廣済堂出版、2000年3月。ISBN 4-331-60814-X。{{cite book ja}}:  CS1メンテナンス: others (カテゴリ)
- 「木偶人」『ロボットの夜』〈光文社文庫 異形コレクション〉、井上雅彦監修、光文社、2000年11月。ISBN 4-334-73084-1。{{cite book ja}}:  CS1メンテナンス: others (カテゴリ)
- 「幽霊船」『幽霊船』〈光文社文庫 異形コレクション〉、井上雅彦監修、光文社、2001年2月。ISBN 4-334-73113-9。{{cite book ja}}:  CS1メンテナンス: others (カテゴリ)
- 日本推理作家協会（編）、2001年10月「少年の双眼鏡」『自選ショート・ミステリー』〈講談社文庫 ミステリー傑作選 特別編 6〉、2巻、講談社。ISBN 4-06-273253-X。
- 結城信孝（編）、2002年1月「麻雀西遊記」『牌がささやく 麻雀小説傑作選』〈徳間文庫〉、徳間書店。ISBN 4-19-891651-9。
- 川戸道昭、中林良雄、榊原貴教（編）、2002年1月「日本近代文学は翻訳に始まる」『草野柴二・押川春浪集』〈続明治翻訳文学全集 翻訳家編 19〉、草野柴二・押川春浪訳、大空社。ISBN 4-283-00199-6。 - 共同刊行：ナダ出版センター。
- 「恐怖病」『恐怖症』〈光文社文庫 異形コレクション〉、井上雅彦監修、光文社、2002年5月。ISBN 4-334-73324-7。{{cite book ja}}:  CS1メンテナンス: others (カテゴリ)
- 「古書狩り」『書物愛』日本篇、紀田順一郎編集解説、晶文社、2005年5月。ISBN 4-7949-6663-6。{{cite book ja}}:  CS1メンテナンス: others (カテゴリ)
- 柴田錬三郎他（著）「真鱈の肝」。北原尚彦（編）『シャーロック・ホームズの災難 日本版』論創社、2007年12月。ISBN 978-4-8460-0759-1。
- 「最後と最初」『ひとにぎりの異形』〈光文社文庫 異形コレクション〉、井上雅彦監修、光文社、2007年12月。ISBN 978-4-334-74355-0。{{cite book ja}}:  CS1メンテナンス: others (カテゴリ)
- 日下三蔵（編）、2010年3月「真夜中の訪問者」『日本SF全集』第2巻（1972〜1977）、出版芸術社。ISBN 978-4-88293-347-2。

### 解説
- 中原涼「わが同志・中原涼」『非登場人物』地人書館、1989年6月。ISBN 4-8052-0314-5。

## 文庫本解説
- 赤川次郎『三毛猫ホームズの怪談』
- 加藤正和『念術小僧』
- かんべむさし『建売住宅温泉峡』、『黙せし君よ』
- 北原尚彦『奇天烈!古本漂流記』
- 今日泊亜蘭『海王星市から来た男』
- 小松左京『怨霊の国』、『一生に一度の月』
- 田中光二『異星の人』
- 筒井康隆『笑うな』
- 豊田有恒『非・文化人類学入門』
- 平井和正『超革命的中学生集団』
- 星新一『エヌ氏の遊園地』、『地球から来た男』、『夜明けあと』
- 森下一仁『宇宙人紛失事件』
- 矢野徹『桃色の川は流れる』
- 山田正紀『地球軍独立戦闘隊』『崑崙遊撃隊』